# 1948 في بيرو
فيما يلي قوائم الأحداث التي وقعت خلال عام 1948 في بيرو.

## سياسة

### تعيين في المنصب
- 29 أكتوبر – نورييغا أغويرو رئيس بيرو،نائب رئيس بيرو [الإنجليزية]‏.
- 1 نوفمبر – مانويل أ. أودريا رئيس بيرو.

### انتهاء فترة المنصب
- 17 يونيو – مانويل أ. أودريا وزير الداخلية  [لغات أخرى]‏.
- 29 أكتوبر – خوسيه بوستامانتي ص ريفيرو رئيس بيرو.
- 29 أكتوبر – فرناندو تيري عضو مجلس نواب بيرو ‏.
- 29 أكتوبر – لويس سانشيز عضو مجلس نواب بيرو ‏.
- 1 نوفمبر – نورييغا أغويرو رئيس بيرو.

## رياضة
- 1 يناير – الدوري البيروفي لكرة القدم 1948 الفائز أليانزا ليما.
- 1 يناير – دوري الدرجة الثانية البيروفي 1948 الفائز سنترو إكوينيو [الإنجليزية]‏.

## مواليد

### يناير
- 1 يناير – فرناندو دي لا جارا

### سبتمبر
- 24 سبتمبر – خوسيه نافارو لاعب كرة قدم بيروفي.